# Conservatorio de Las Rosas

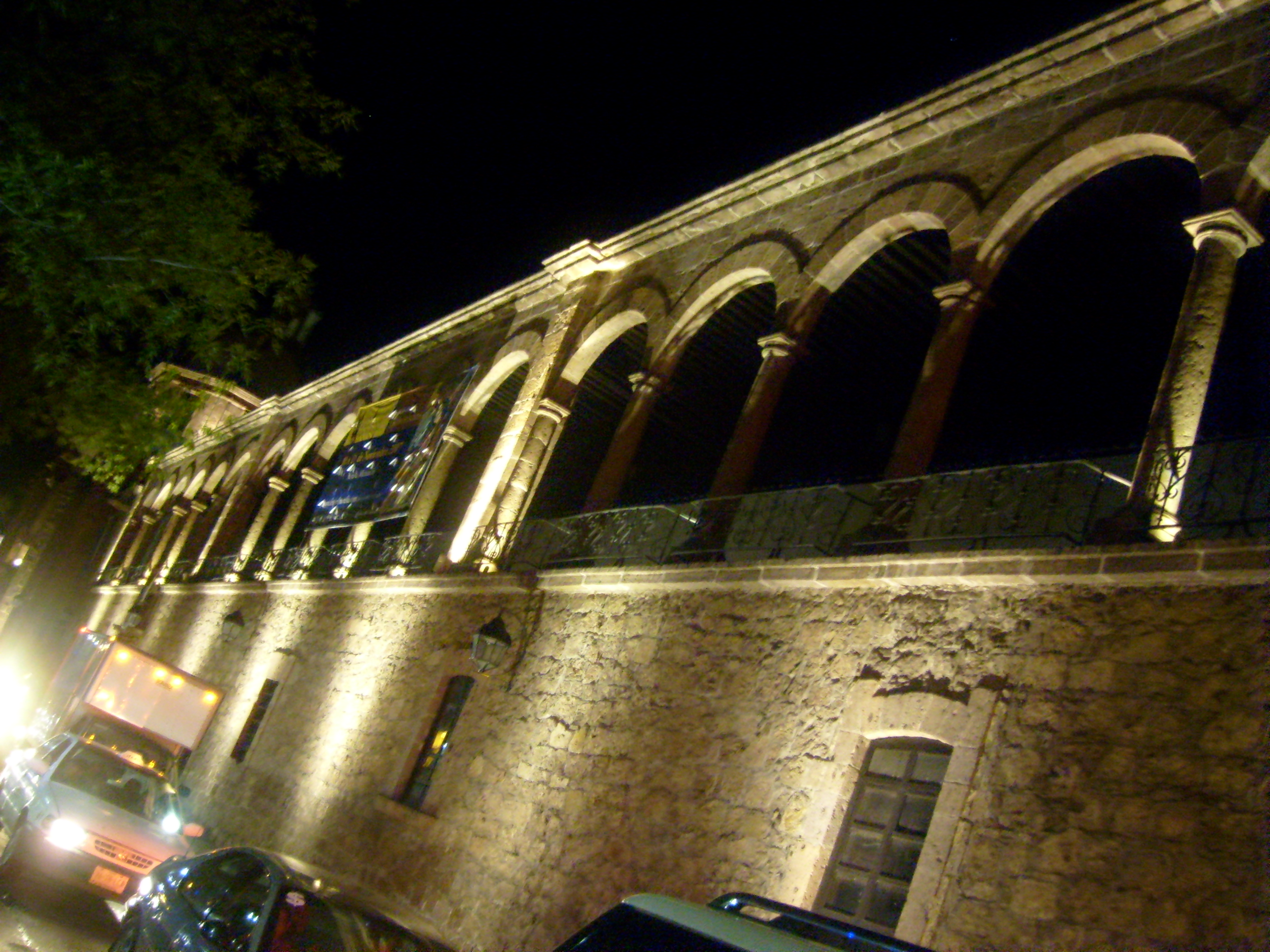

El Conservatorio de las Rosas es un colegio especializado en las artes, principalmente en la música. Fue fundado en 1743. Es, a su vez, el primer conservatorio de América.
Está ubicado en el centro histórico de la ciudad de Morelia, capital del estado de Michoacán, aunque en la misma ciudad hay otro plantel educativo, Campus Carlos Prieto, dedicado a los niveles básicos, desde maternal hasta la educación secundaria, fundado en el 2000.
Este histórico colegio cuenta con un coro conocido internacionalmente, el Coro de los Niños Cantores de Morelia fundado por el Maestro Romano Picutti. También dispone de un festival conocido no solo en México, sino también en otros países: el Festival Arte Joven, en el cual participan alumnos de primaria, secundaria, preparatoria y licenciatura que estudian música y que, por supuesto, tienen un gran talento con sus respectivos instrumentos.
También colabora con muchos de los festivales de Morelia conocidos en todo el mundo y de gran prestigio (como el Festival de Música de Morelia: Miguel Bernal Jiménez), además de ser sede de la Orquesta de Cámara de Morelia.

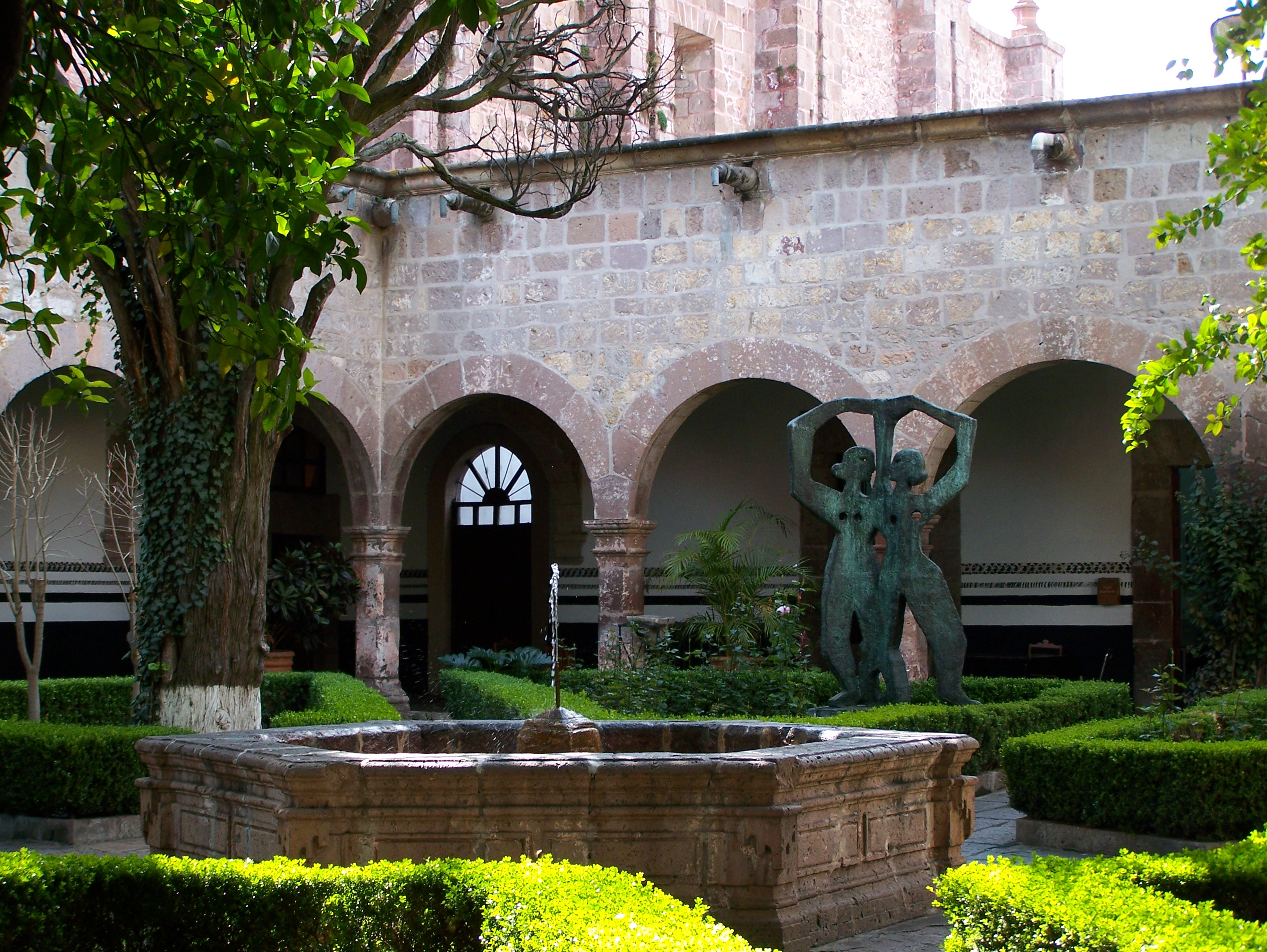

## Historia
El edificio era originalmente el Convento Dominico de Santa Catalina de Siena, el cual siempre se destacó por su intensa actividad musical, y que resalta por sus columnas monolíticas. Fue fundado en 1595, y cuando en 1743 se trasladó la orden dominica se fundó el Colegio de Santa Rosa de Santa María. El Colegio fue fundado con la intención de educar a niñas y mujeres legítimas españolas, la mayoría huérfanas. Pero fue hasta mediados del siglo XX que se convirtió en la Escuela Superior de Música Sacra, y ahora la conocemos como Conservatorio de las Rosas.
Sin lugar a dudas, una de las instituciones musicales de mayor tradición en México es el ya centenario Conservatorio de las Rosas, cuyas raíces se hunden en los primeros años del siglo XX. Éstas se remontan al 7 de enero de 1914, con el grupo de niños y jóvenes fundado por el presbítero José María Villaseñor, la Congregación de San Tarsicio en el templo de San José que integró con los Infantes de la Catedral de Morelia. Surgió de ahí la Liga Eucarística en honor a la Virgen María, que tenía como fin cantarle a la Guadalupana los días 12 de cada mes en dicho templo, recordando el “milagro del Tepeyac”. El grupo pronto cambió su nombre por el de Orfeón Pío X, a raíz del fallecimiento del S. Pontífice que impulsó de manera especial la música sagrada.
El 21 de marzo de 1921, el Orfeón adquirió el carácter formal de institución educativa, y se convertiría en Escuela Superior de Música Sagrada (ESMS) de Morelia.  Los niños que integraban el coro, además de la enseñanza musical recibían instrucción académica  y vivían internos o semi internos en la institución. El padre Villaseñor, o “Villita”, como le llamaban, fungió como un padre para ellos; ganó su cariño, respeto y admiración; con objeto de que los pequeños contaran con una formación integral, él mismo fundó la Escuela “Mariano Elízaga”, que contaría con primaria, secundaria y preparatoria en donde los chicos podían seguir sus estudios.  Uno de los primeros formadores de alumnos fue el maestro Ignacio Mier Arriaga, quien había realizado sus estudios profesionales en Francia y tuvo una brillante trayectoria.

Entre las voces del coro integrado al Orfeón Pío X estaba el niño Miguel Bernal Jiménez, quien había ingresado al de Infantes de la Catedral a los siete años; continuó sus estudios en la ESMS[1] y fue becado por el Arzobispado de Morelia a instancias del padre José María Villaseñor, para hacer su posgrado en Música Sacra[2] en Roma. Además de maestro, Miguel Bernal fue director de la institución, cargo que recibió al regreso de Italia, en 1933 y en el que permaneció alrededor de veinte años. Durante ese amplio periodo realizó sustanciales reformas académicas en la escuela, adaptándola a la época que se vivía.
La historia del antiguo Orfeón Pío X, tuvo un giro notable con la llegada del maestro Romano Picutti como su director (1949-1956). Aunque originalmente solo había sido invitado a impartir un curso, por su desempeño fue designado titular del grupo al frente del cual permaneció hasta su lamentable prematuro fallecimiento.[3] La participación del maestro italiano dio lugar al cambio de nombre del grupo por el de “Niños Cantores de Morelia”, haciendo analogía del antiguo cargo de Picutti como director del prestigiado “Coro de los Niños Cantores de Viena”[4], al cual había dirigido antes de su traslado a México. Inició así una etapa gloriosa para el coro que continuó Luis Berber y dentro de la cual realizaron numerosas giras sobre todo por Estados Unidos y Canadá, además de otras a Centroamérica, y posteriormente a Europa.[5]
La ESMS conservó su nombre tradicional por varias décadas, mientras que el 18 de octubre de 1950, nació la asociación civil denominada Conservatorio de las Rosas.[6] Casi de inmediato, el 21 de noviembre, la nueva asociación recibió en comodato -por parte del Gobierno Federal- el edificio colonial en el que tiene su sede: el antiguo Colegio de Niñas de Santa Rosa de Santa María de Valladolid,[7] fundado en 1743.[8] Bernal Jiménez estuvo casi tres años después de la constitución de la asociación civil, pero renunció para atender una invitación de la Universidad de Loyola, en Nueva Orleans,[9] y no volvió más a la institución. Cuando el maestro partió, en su lugar fue nombrado su destacado alumno José de Jesús Carreño Godínez, quien se desempeñó como director durante una década. [10]
La recién fundada asociación “Conservatorio de Las Rosas” tenía una actividad enfocada a la labor cultural, presentación de conciertos, obras literarias y otras similares: se ubicaba en la parte sur-oriente del antiguo Colegio de Niñas de Santa Rosa de Santa María. La escuela Mariano Elízaga se ubicaba al nor-oriente, (extremo opuesto del Conservatorio…) y en la parte sur-poniente y el centro del antiguo convento dominico, la ESMS.[11] La institución seguía siendo conocida como Escuela Superior de Música Sagrada y los títulos que otorgaba a los egresados eran emitidos por la Arquidiócesis de Morelia, todavía en los inicios de la década de los 80´s del siglo XX.
No fue sino hasta los años ochenta, cuando el nombre de la ESMS dejó de utilizarse, y se comenzó a mencionar el de Conservatorio de Las Rosas. Iniciaba así una nueva época para la institución. En 1982, el médico José María Pineda fue elegido presidente de la asociación civil,[12] quien con el respaldo de varios morelianos y el apoyo del ingeniero Cuauhtémoc Cárdenas, gobernador de Michoacán inició varias actividades que dieron un giro al rumbo de la antigua ESMS: la escuela que se había gestado en el seno de la iglesia   adquirió entonces carácter laico y se eliminó el internado para los niños que ahí estudiaban, en lo sucesivo solamente acudirían a la escuela y a las actividades del coro, sin pernoctar ahí. Además, se emprendió una intensa tarea de restauración del edificio y se realizaron varias modificaciones al mismo, por ejemplo, los antiguos dormitorios de los alumnos se transformaron en oficinas; uno de los patios secundarios se cubrió y se convirtió en la sala para conciertos “Niños Cantores” con excelente acústica, por cierto. A partir de estas acciones la responsabilidad de la institución quedó en manos de la asociación civil cuyos integrantes, por principios estatutarios, debían (y deben) ejercer sus cargos de manera honoraria.  
De suma importancia es señalar que el Conservatorio ha dado lugar a importantes eventos; entre otros, el Festival de Música de Morelia (después Internacional, FIMM y luego FIMMMBJ), que nació en el seno de la institución en 1989, por aprobación de la Asociación Civil hacia la propuesta de Miguel y Eugenio Bernal Macouzet, durante la presidencia de Alfonso Mier. El objetivo del evento era contar con un foro importante para la presentación y la difusión del nivel de preparación de los alumnos ante la sociedad local y foránea. Se aprovecharía la presencia de los prestigiados músicos que participaran en el Festival, para que impartieran clases magistrales a los alumnos del Conservatorio. Desde un principio se contó con artistas de muy notable trayectoria en el ámbito internacional, además de importantes orquestas, grupos musicales, directores de orquesta,[13] y los músicos y grupos artísticos de la propia institución. Surgió también el Concurso Internacional de Violonchelo “Carlos Prieto”, excepcional músico que ha dado invaluable apoyo al Conservatorio de muy diversas maneras; el concurso se realiza en edición trianual, con el fin de impulsar el interés en este instrumento e incrementar la calidad de los intérpretes;[14] reúne a destacados chelistas del mundo, quienes fungen como jurado de la competencia. Aquí obtuvo el primer lugar el maestro Jesús Castro-Balbi, entre otros destacados concursantes. El Festival “Arte Joven”, es un evento en el que participan alumnos de todos los niveles. Se cuenta además con el Festival de Guitarra y varias temporadas de Conciertos: los de primavera, los de verano, y la temporada de la UNAM, así como una serie de eventos más, tanto de corte local como internacional. Entre los primeros ha despertado amplio interés, el programa “Todos los jueves”, serie de conciertos semanales de gran aceptación por los morelianos, actualmente se colabora con todos los festivales, Opera, Órgano y Guitarra.
El Conservatorio de las Rosas es una institución educativa de carácter privado no lucrativa, ni autosuficiente,[15] que maneja la asociación civil del mismo nombre, conformada por un grupo de ciudadanos que trabaja intensa y desinteresadamente.[16] Los objetivos plasmados en sus estatutos en 1950 fueron amplios, los cuales sintetizamos con los siguientes puntos principales: “1.- Llevar a cabo estudios e investigaciones artísticas e históricas especialmente …[sobre]… nuestra tradición musical…(…)… 2.- impartir [sic] enseñanza musical en todos sus aspectos y en todas sus ramas. 3.- Incrementar y difundir el gusto por la buena música…”, todo esto procurando beneficiar a los alumnos que tuviesen aptitudes y no contaran con recursos para desarrollarse.[17]
La calidad académica de los profesores y la estructura institucional, han llevado al Conservatorio a ocupar un importante lugar en la historia musical de México. Se puede decir que prácticamente todas las orquestas o instituciones musicales del país cuentan con alguno de sus egresados. Como institución ha recibido varios reconocimientos, entre los que destaca la “Presea Generalísimo Morelos” otorgada por el H. Ayuntamiento de Morelia en el 2012 y la cual, en 2019, obtuvo también el Coro de los Niños Cantores de Morelia. Este grupo infantil, si bien inició exclusivamente con varoncitos y así se mantuvo por varias décadas, a finales del siglo XX se tornó mixto, y ahora lo integran alrededor de 40 niños y niñas dirigidos por el maestro Hernán Cortés, otro de los destacados exalumnos. A través de su historia han surgido también otros grupos artísticos de amplio reconocimiento, como la Orquesta de cámara del Conservatorio, la “Coral de las Rosas”, el grupo de jazz “Big Band  ” ,Ensamble de Percusiones, Cuarteto de Saxofones, Ensamble  de Alientos y, de reciente creación, la “Orquesta de Guitarra”.[18]
La oferta educativa se ha ampliado: actualmente cuenta con los niveles de preescolar, Primaria, Secundaria, Bachillerato y Licenciatura; esta última ofrece 18 áreas de desarrollo.[19] Los tres primeros niveles tienen su sede al oriente de la ciudad, en un moderno edificio –el campus “Carlos Prieto”-, proyecto del arquitecto José de A. Moyao;[20] los dos últimos se ofrecen en el campus “Miguel Bernal”, edificio colonial en comodato. Cabe señalar que en todos los niveles se promueve el respeto de las personas, sin distinción de ningún tipo.
La planta docente cuenta con amplio reconocimiento; algunos profesores son egresados del propio Conservatorio, en donde cursaron su licenciatura; otros hicieron sus estudios en la Escuela Nacional de Música de México, y varios más provienen de otras instituciones del país y del extranjero.[21] La misión de la institución es “Educar a través de la música y las artes ”. Los alumnos de todas las áreas cuentan con un programa acorde a su nivel, sus aptitudes y su interés personal, aun cuando no tengan intención de dedicarse a la profesión musical. En los niveles básicos, el Programa de Formación Integral en Música (PROFIM) se suma a los programas de la Secretaría de Educación Pública. Esto significa que además de la instrucción, los niños cuentan con el plus de los talleres musical y artístico que les permiten desarrollar sus aptitudes y su creatividad. La música se convierte así en “herramienta didáctica [e] instrumento para el cultivo de la sensibilidad y de la formación de la persona”,[22] lo cual contribuye al desarrollo integral del alumno desde los grados inferiores. Cabe señalar que los egresados, en general, están preparados para acceder a las escuelas de alto grado de reconocimiento. El nivel de inglés que adquieren los alumnos desde la primaria es excelente, así lo avalan los resultados en los exámenes de certificación de Cambridge. Así mismo, es relevante el conocimiento de las Matemáticas y, desde luego, el desempeño de los profesores. Tanto la propia institución, como alumnos y maestros, en múltiples ocasiones han obtenido reconocimientos y premios locales, nacionales e internacionales. Difícilmente se encontrará una escuela similar, que incluya la música, desde el preescolar hasta la licenciatura en sus programas educativos, por los beneficios que ésta reporta. Por todo lo anterior, el prestigio del Conservatorio de las Rosas de Morelia ha sido ganado justamente, a lo largo de su historia.  
[1] Lorena Díaz Núñez, Como un eco lejano… La vida de Miguel Bernal Jiménez, México, CONACULTA, INBA, 2003, p. 35. En la formación de Miguel Bernal tuvo un papel especial el Pbro. José María Villaseñor, quien le dio invaluable apoyo, incluso para su estancia en Italia, sobre la base de las aptitudes que en él había descubierto.
[2] La música sagrada comprende tres áreas: canto gregoriano, órgano y composición.
[3] En 1949, a sugerencia de Bernal Jiménez, el Arzobispado de Morelia invitó al maestro italiano a impartir un curso de nueve meses en la Escuela.
[4] Para mayor información sobre la actividad del maestro Picutti con el Coro de los Niños Cantores de Viena, consúltese Grobauer, Franz Joseph, Wiener SängerKnaben, 1938-1945, Wien, Otto Koisser & Co KKG, 1999, pp. 168, 227, 232, 361.
[5] Florián, Guillermo, (Entrevista realizada por Carmen Alicia Dávila…). El maestro Florián menciona que la empresa Mildred Shagall era la que contrataba las giras a Estados Unidos; una de ellas tuvo una duración de casi tres meses. El Maestro Berber hacía que ellos hicieran un diario de sus experiencias diarias, lo que constituye una valiosa información.
[6] Contrato de Asociación Civil que otorgan los señores Manuel Carbonell (de última hora no asistió), Miguel Bernal Jiménez, Benigno Ugarte, Roberto Silva, Gilberto Cerda, Luis Alonso. Escritura Pública núm. 24,287, Notaría Pública núm. 43, de la Ciudad de México, a cargo del licenciado Jenaro Núñez, de fecha 18 de octubre de 1950. del siglo XX. La Escuela Mariano Elízaga sí estaba incorporada a la Secretaría de Educación Pública.
[7] Lorena Díaz Núñez, Como un eco lejano…, p. 172.
[8] León Alanís, Ricardo, “Convento Dominico y Colegio de Las Rosas”, en Napoleón Guzmán (coord. histórica), El Conservatorio de las Rosas, Morelia, Probursa, 1993, pp. 42-48. Dicha institución contaba con una prestigiada Escoleta de Música y las jovencitas que ahí estudiaban recibían el mote de “las rosas”, lo que inspiró a l Asociación Civil el nombre del Conservatorio.
[9] Lorena Díaz Núñez, Como un eco lejano…, pp. 204 y 214. Bernal Jiménez llegó a Nueva Orleans el 1 de septiembre de 1953, para desempeñarse como director del coro de la catedral, y profesor de la Facultad de Música de la Universidad de Loyola; medio año después fue designado Dean of the College off Music de la misma universidad.
[10] José de Jesús Carreño Godínez ingresó al Coro de Infantes de la Catedral y en la propia ESMS realizó sus estudios, para continuarlos después en París. Recibió clases de piano del maestro Ignacio Mier Arriaga, y de órgano y composición de Miguel Bernal, con quien siempre mantuvo un contacto muy cercano, al grado que cuando él se retiró del Conservatorio para tomar su responsabilidad en Nueva Orleans, en 1953, el propio maestro le dejó bajo su responsabilidad sus clases de fuga y contrapunto, materias que había impartido durante 18 años. También fue director del Coro de los Niños Cantores y del Coro Polifónico Miguel Bernal Jiménez. (José de Jesús Carreño, Entrevista de Carmen Alicia Dávila, Morelia, domicilio particular del entrevistado, 20 de junio de 2018. Versión audio grabada en manos de la autora).
[11] Colorado Pérez, Francisco, Pbro., (Entrevista realizada por Carmen Alicia Dávila, Morelia, oficina del templo de Lourdes, 7 de noviembre de 2014). Versión audio grabada en manos de la autora.
[12] El primer presidente de la Asociación Civil del Conservatorio de las Rosas fue el maestro Miguel Bernal Jiménez, por casi tres años; en 1953, se retiró para ocupar el cargo que le fue propuesto por la Universidad de Tulane en Nueva Orleans y ya no volvió más al Conservatorio.
[13] A principios del siglo actual, el Festival dejó de pertenecer al Conservatorio de las Rosas. Actualmente está en manos del Patronato del Festival de Música de Morelia Miguel Bernal Jiménez, en el que participan varios miembros de la familia Bernal y otros prestigiados ciudadanos.
[14] El maestro Carlos Prieto ha sido clave en el desarrollo de la institución y ha brindado gran apoyo en múltiples sentidos. El campus de los niveles de Kínder, Primaria y Secundaria lleva su nombre. El de Bachillerato y Licenciatura, el de Miguel Bernal Jiménez, honrando así a estas dos grandes figuras.
[15] Como es fácil de comprender, la formación musical es una carrera costosa, pues cada alumno de bachillerato y de licenciatura requiere un profesor para sí. La colegiatura que pagan estos estudiantes solo cubre un porcentaje del costo de su formación; la Asociación Civil busca la manera de solventar la diferencia mediante diversos programas y/o apoyos federales, además de los recursos que generan las otras áreas de la institución. 
[16] La Asamblea General de la Asociación Civil es la máxima autoridad institucional y a ella pertenecen alrededor de 25 personas. A la cabeza de ella se encuentra la Junta de Gobierno integrada por presidente, vicepresidente, tesorero, secretario, y cuatro vocales en diversas áreas: finanzas, docencia, asuntos jurídicos y procuración de fondos. Se suma también el cargo de comisario, aunque éste puede ser una persona no asociada.
[17] Estatutos del Conservatorio de las Rosas, A. C, en el Acta Constitutiva… ref. cit fs. 1-2.
[18] A estos se suma el “Ensamble de Las Rosas” hoy desaparecido.
[19] Estas áreas son: Composición, Contrabajo, Corno francés, Dirección coral, Fagot, Flauta, Guitarra, Musicología, Oboe, Canto, Percusiones, Piano, Saxofón, Trombón, Trompeta, Tuba, Viola, Violín y Violonchelo.
[20] “Conservatorio de las Rosas”, en ATK Moyao Arquitectos, año 1, N. 3, México, pp. 40-47. Proyecto con el que su autor ganó un concurso internacional.
[21] Entre ellas están la Universidad Veracruzana, el Instituto Superior de Arte de La Habana, Cuba; el Conservatorio Estatal de Kiev, y el Conservatorio Estatal de Petrozavodsk, de Rusia; la Hochschule for Music Hans Eisler, de Berlín, Alemania; la Academia de Artes Musicales y Escénicas de Praga, República Checa; el Conservatorio Giuseppe Verdi, de Turín, Italia. Diez de los profesores tienen el grado de Maestría y cinco cuentan con el de Doctorado.
[22] PROFIM, Conservatorio de las Rosas, Objetivos del Plan de Estudios.

## Algunos alumnos y catedráticos importantes
Algunos alumnos y catedráticos importantes son Miguel Bernal Jiménez (el Campus del Conservatorio de las Rosas que se encuentra en el centro histórico de Morelia lleva su nombre), Ignacio Mier Arriaga, Felipe Aguilera Ruiz, Martín Elizacoechea, Pedro Anselmo Sánchez de Tagle, José María Villaseñor, Romano Picutti (el nivel preescolar que se encuentra dentro del Conservatorio de las Rosas Campus Carlos Prieto Jacqué (lleva su nombre), Alfonso Vega Núñez, Celso Chávez Mendoza, Fernando Lozano Rodríguez, Marcelino Guisa, José Zavala, Gerardo Valencia, Luis Berber, Jesús  Carreño, entre otros.